# Antoni Kalina
Antoni Kalina (ur. 23 maja 1846 w Krępie (dziś dzielnica Ostrowa Wielkopolskiego), zm. 3 maja 1906 we Lwowie) – polski slawista, etnograf, etnolog, ludoznawca, działacz społeczny, członek Akademii Umiejętności oraz założyciel i prezes Polskiego Towarzystwa Ludoznawczego (1894-1905)

## Pochodzenie
Pochodził z chłopskiej rodziny, był synem Szymona i Marii z Kostrzewów. 

## Pierwsze lata nauki
Wykształcenie średnie zdobył w Królewskim Katolickim Gimnazjum w Ostrowie (skąd został usunięty za działalność narodową) i gimnazjum w Śremie. Studiował historię oraz filologię polską i klasyczną — na uniwersytetach we Wrocławiu i Berlinie. Doktoryzował się w 1872 na Halle, później pracował jeszcze w Pradze. W 1877 osiadł we Lwowie, gdzie został docentem gramatyki porównawczej języków słowiańskich. W 1888 uzyskał tytuł profesora nadzwyczajnego, po czym objął katedrę slawistyki; od 1892 profesor zwyczajny, pełnił funkcję dziekana Wydziału Filozoficznego (1893/1894) oraz rektora Uniwersytetu Lwowskiego (1904). Jego studentem był m.in. Stefan Ramułt. Został też radnym Lwowa. W 1884 został powołany na członka korespondenta Akademii Umiejętności (późniejszej PAU), w 1895 na jej członka czynnego. Był także członkiem Poznańskiego Towarzystwa Przyjaciół Nauk, założycielem (1895) i prezesem (1895-1905) Towarzystwa Ludoznawczego we Lwowie, prezesem Towarzystwa Pedagogicznego we Lwowie (od 1896, prezesem Towarzystwa Nauczycieli Szkół Wyższych. Działał ponadto m.in. w Związku Naukowo-Literackim we Lwowie, Związku Nauczycielskim, Zjednoczonym Towarzystwie Ogrodniczym i Pszczelarskim we Lwowie.
Pozostawił po sobie liczne prace z dziedziny gramatyki historycznej języka polskiego, kaszubskiego, bułgarskiego i połabskiego. Współpracownik warszawskiego Słownika języka polskiego. Założyciel i redaktor pierwszego polskiego pisma naukowego — etnologicznego rocznika Lud (od 1895). Do grona jego studentów zaliczali się m.in. Andrzej Gawroński i Bronisław Gubrynowicz.

## Życie rodzinne
Jego żoną była Maria Piwkowska. Ślub zawarli w 1892 w Nowym Mieście. Mieli dwoje dzieci Leona lekarza ortopedę, majora WP (1893-1942) i Cecylię (1900-1989).

## Śmierć i pogrzeb
Po 1904 ograniczył pracę naukową z powodu choroby, zmarł na serce we Lwowie. Pochowany jest na Cmentarzu Łyczakowskim.

## Upamiętnienie
W Szczecinie jego imieniem została nazwana ulica i osiedle. W Ostrowie Wielkopolskim uhonorowany został ulicą oraz tablicą pamiątkową na domu rodzinnym. Uchwałą Rady Miejskiej Ostrowa, rok 2016 ogłoszony został rokiem prof. Kaliny.

## Wybrane publikacje
- Rozbiór krytyczny pieśni Bogarodzica 1880,
- La langue des Tziganes slowaques 1882,
- Historia języka polskiego 1883,
- Mowa kaszubska, jako narzecze języka polskiego 1893.